# Francis Xavier Sanguon Souvannasri
Francis Xavier Sanguon Souvannasri (in thailandese: ฟรังซิสเซเวียร์ สงวน สุวรรณศรี; Saowapha, 1º dicembre 1909 – Bangkok, 24 luglio 1983) è stato un vescovo cattolico thailandese.

## Biografia
Francis Xavier Sanguon Souvannasri nacque il 1º dicembre 1909 a Saowapha nel distretto di Ongkharak nella provincia di Nakhon Nayok.
Studiò presso la Christ Songkroh School e successivamente entrò nel Sacred Heart Seminary di Bang Chang nella provincia di Samut Songkhram. Venne poi inviato in Italia nel 1930 per studiare filosofia e teologia presso il Pontificio Collegio Urbano fino al 1936.
Fu ordinato presbitero il 9 febbraio 1936 dal cardinale Francesco Marchetti Selvaggiani.
Tornato in Thailandia, nel 1937 fu nominato viceparroco della chiesa di Santa Teresa a Wiang Pa Pao nella provincia di Chiang Mai fino al 1940 quando venne trasferito a Bangkok, dove continuò il suo servizio pastorale nelle province limitrofe fino al 1944, quando venne nominato rettore del Sacred Heart Seminary nella provincia di Chonburi fino al 1953.
Nel 1941 fu falsamente accusato e arrestato con l'accusa di essere un traditore della patria e per sospetti legami con la Francia, accusato di inviare segnali tramite un faro per dirigere gli aerei militari francesi durante la guerra. Fu in seguito trovato innocente ed estraneo ai fatti.
L'8 gennaio 1953 papa Pio XII lo nominò vicario apostolico di Chanthaburi, assegnandogli la sede titolare di Enoanda. Ricevette l'ordinazione episcopale il 22 aprile seguente nella cattedrale di Bangkok per imposizione delle mani dell'arcivescovo John Jarlath Dooley.
Il 18 dicembre 1965 papa Paolo VI elevò a diocesi il vicariato con la bolla Qui in fastigio, nominandolo primo vescovo.
Fu padre conciliare durante il Concilio Vaticano II partecipando a tre delle quattro sessioni. 
Resse la diocesi per diciassette anni rassegnando le dimissioni il 3 aprile 1970. Contestualmente gli venne assegnata la sede titolare di Urci, di cui mantenne il titolo fino al 22 dicembre dello stesso anno.
Morì dopo essere stato ricoverato al Saint Louis Hospital di Bangkok il 24 luglio 1983 all'età di 73 anni.

## Genealogia episcopale e successione apostolica
La genealogia episcopale è:
- Cardinale Scipione Rebiba
- Cardinale Giulio Antonio Santori
- Cardinale Girolamo Bernerio, O.P.
- Arcivescovo Galeazzo Sanvitale
- Cardinale Ludovico Ludovisi
- Cardinale Luigi Caetani
- Cardinale Ulderico Carpegna
- Cardinale Paluzzo Paluzzi Altieri degli Albertoni
- Papa Benedetto XIII
- Papa Benedetto XIV
- Cardinale Enrico Enriquez
- Arcivescovo Manuel Quintano Bonifaz
- Cardinale Buenaventura Córdoba Espinosa de la Cerda
- Cardinale Giuseppe Maria Doria Pamphilj
- Papa Pio VIII
- Papa Pio IX
- Cardinale Alessandro Franchi
- Cardinale Giovanni Simeoni
- Cardinale Antonio Agliardi
- Cardinale Basilio Pompilj
- Cardinale Adeodato Piazza, O.C.D.
- Cardinale Egidio Vagnozzi
- Arcivescovo John Jarlath Dooley, S.S.C.M.E.
- Vescovo Francis Xavier Sanguon Souvannasri

La successione apostolica è:
- Vescovo Lawrence Thienchai Samanchit (1971)